# Боратинка

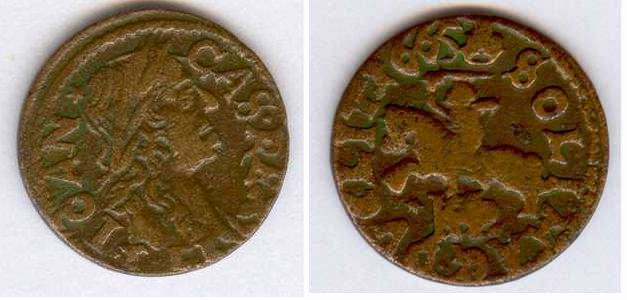
Литовская боратинка 1665 года

Боратинка (боратынчик) — название медных солидов (шиллингов, шелягов) Речи Посполитой, чеканившихся в 1659—1668 годах на монетных дворах Польши и Великого княжества Литовского.
Это кредитная монета Речи Посполитой, реальная стоимость которой составляла только около 15 % номинальной. Её выпуск был обусловлен тяжелым положением, в которое попала страна в годы войны со Швецией и Россией, и настоятельной необходимостью расплатиться с наемными войсками.

## История
В 1658 году итальянский учёный Тит Ливий Боратини (Бураттини) взял в аренду государственный монетный двор и на протяжении десятилетия с согласия Сейма чеканил медные солиды (шеляги) по курсу биллонного солида, то есть приравненные к 1/3 серебряного гроша, но имевшие гораздо меньшую реальную стоимость: фунт меди (2 гривны) стоил 15 грошей, или 45 солидов, но из него чеканили 300 солидов. Из этих 300 монет 171 штука шла в казну, 45 — на оплату сырья, а 84 — на производственные расходы, жалованье монетчикам и в доход арендатора монетного двора.
Новые солиды весили около 1,35 г и имели диаметр 16 мм. Полагают, что на внешний вид солида большое влияние оказала шотландская монета в 2 пенни («торнер»), которая появилась на рынке речи Посполитой в 40-е годы XVII века вместе с эмигрантами-шотландцами.
На аверсе боратинок был изображен портрет короля и великого князя Яна Казимира и инициалы (в зависимости от монетного двора): TLB (Тит Ливий Боратини) или GFH (Георг Фридрих Горн). По изображению на реверсе различают коронные (польские) и литовские боратинки.
Отсутствие должного контроля за чеканкой монет привело к значительному разбросу их качества. Порой фальшивые солиды оказывались лучшего качества, чем подлинные, так что рынок фактически признал их равноправным партнером государственной монеты.
Выпуск кредитных денег помог решить насущные проблемы. Однако чрезмерный выпуск боратинок (всего вместе с фальшивыми монетами было выпущено, как полагают, более 1 миллиарда монет!), наряду с выпуском серебряных кредитных денег — злотых с номинальной стоимостью 30 грошей, но содержанием серебра только на 12 (которые получили название «тымф»), привел к полному расстройству денежного обращения Речи Посполитой.
В то же время вследствие нехватки разменной монеты боратинки продолжали находиться в обращении вплоть до второй половины XVIII века и были официально изъяты из обращения во время денежной реформы Станислава Августа Понятовского. Согласно монетной ординации от 10 февраля 1766 года, «боратинки» подлежали изъятию из обращения и выкупались за 75 % от их номинальной стоимости.